# Chris McCann
Christopher John McCann, né le 21 juillet 1987 à Dublin, est un footballeur irlandais jouant au poste de milieu de terrain.

## Biographie
Le 2 août 2016, il est prêté à Coventry City.
Le 14 décembre 2020, il signe aux Shamrock Rovers, fraichement couronnés champions d'Irlande

## Palmarès
Wigan Athletic
- Champion de League One en 2016

 Atlanta United
- Vainqueur de la Coupe MLS en 2018

 Shamrock Rovers
- Vainqueur du championnat d'Irlande en 2021 et 2022